# تراسي ميلر
تراسي ميلر (بالإنجليزية: Tracey Miller)‏ هي مقدمة برامج إذاعية أمريكية، ولدت في 21 يوليو 1954، وتوفيت في 7 أكتوبر 2005.